# Albert Hammond
Albert Hammond (London, 1944. május 18. –) brit zenész és dalszerző. Ő írt olyan slágereket, mint The Free Electric Band, It Never Rains in Southern California, The Air That I Breathe és One Moment in Time.

## Élete
Hammond Gibraltáron nőtt fel, 18 éves korában költözött vissza Angliába.

## Díjai
2000-ben bekerült a Dalszerzők Örök Halhatatlanjai közé (Songwriters Hall of Fame).

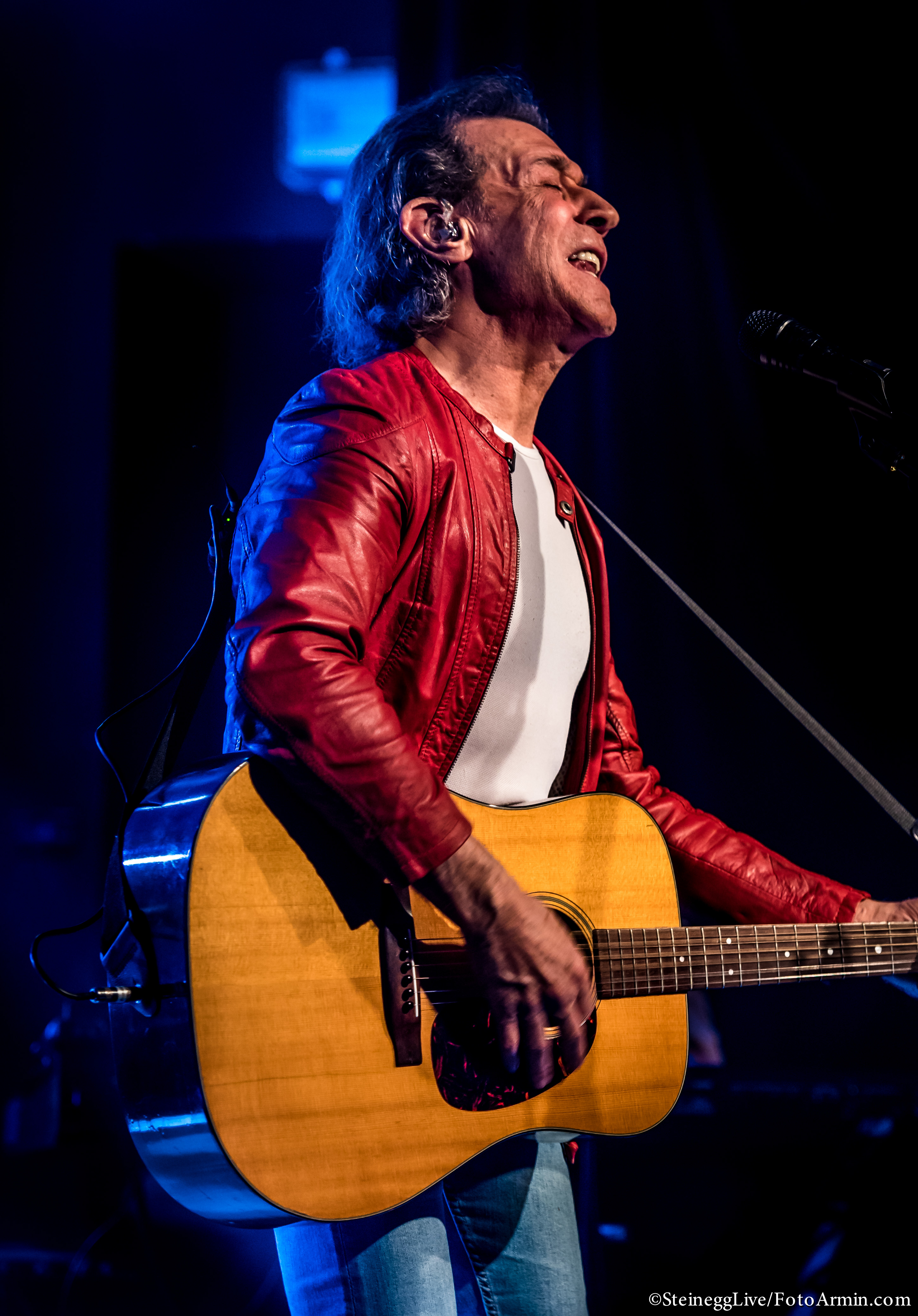
Albert Hammond a Steinegg Live Festivalon 2017-ben Dél-Tirolban

## Diszkográfia
- 1972 - It Never Rains in Southern California
- 1973 - The Free Electric Band
- 1974 - Albert Hammond
- 1975 - 99 Miles from L.A.
- 1976 - Canta Sus Grandes Éxitos En Español E Inglés
- 1976 - My Spanish Album
- 1977 - Mi Album de Recuerdos
- 1977 - When I Need You
- 1978 - Albert Louis Hammond
- 1979 - Al Otro Lado Del Sol
- 1979 - Comprenderte
- 1981 - Your World and My World
- 1982 - Somewhere in America
- 1989 - Best of Me
- 1996 - Coplas and Songs
- 2005 - Revolution of the Heart
- 2010 - Legend
- 2012 - Legend II
- 2013 - Songbook 2013 Live in Wilhelmshaven

## Fordítás
- Ez a szócikk részben vagy egészben  az   Albert Hammond című spanyol Wikipédia-szócikk fordításán alapul.  Az eredeti cikk szerkesztőit annak laptörténete sorolja fel. Ez a jelzés csupán a megfogalmazás eredetét és a szerzői jogokat jelzi, nem szolgál a cikkben szereplő információk forrásmegjelöléseként.